# Осельско (гмина)
Осельско (пол. Osielsko) — сельская гмина (волость) в Польше, входит как административная единица в Быдгощский повет, Куявско-Поморское воеводство. Население — 8961 человек (на 12.2006 год).

## Соседние гмины
1. Быдгощ
2. Гмина Добрч
3. Гмина Короново